# Paul und Willi
Paul und Willi war ein Geräuschpantomime-Duo aus Erfurt und Hamburg.
Mitglieder und Gründer des Duos waren Paul Schröder (* 1982) und Steffen Wilhelm (* 1981). Bis 2012 bestritten sie ihr Abendprogramm immer wieder auch zu dritt, mit einem Moderator und Übersetzer in „Tragender Rolle“. Diese Funktion übernahm größtenteils Thomas Schindler.
Gegründet wurde das Duo im Jahr 1997 unter dem Namen Suþcultura, der 2005 in Paul und Willi geändert wurde. 2023 löste sich das Duo auf.
Inhaltlich bewegten sie sich im Raum von Kabarett, Comedy, Pantomime, Sound’n Mime, Physical-Comedy.

## Auszeichnungen
- 2005
  - Swiss Comedy Award (Luzern, Schweiz)
  - Cabinet-Preis (Ostdeutscher Kleinkunstpreis, Leipzig)
- 2009
  - BalconyTV Music Video Award

- 2016
  - NDR Comedy Contest